# Felsbergschulhaus

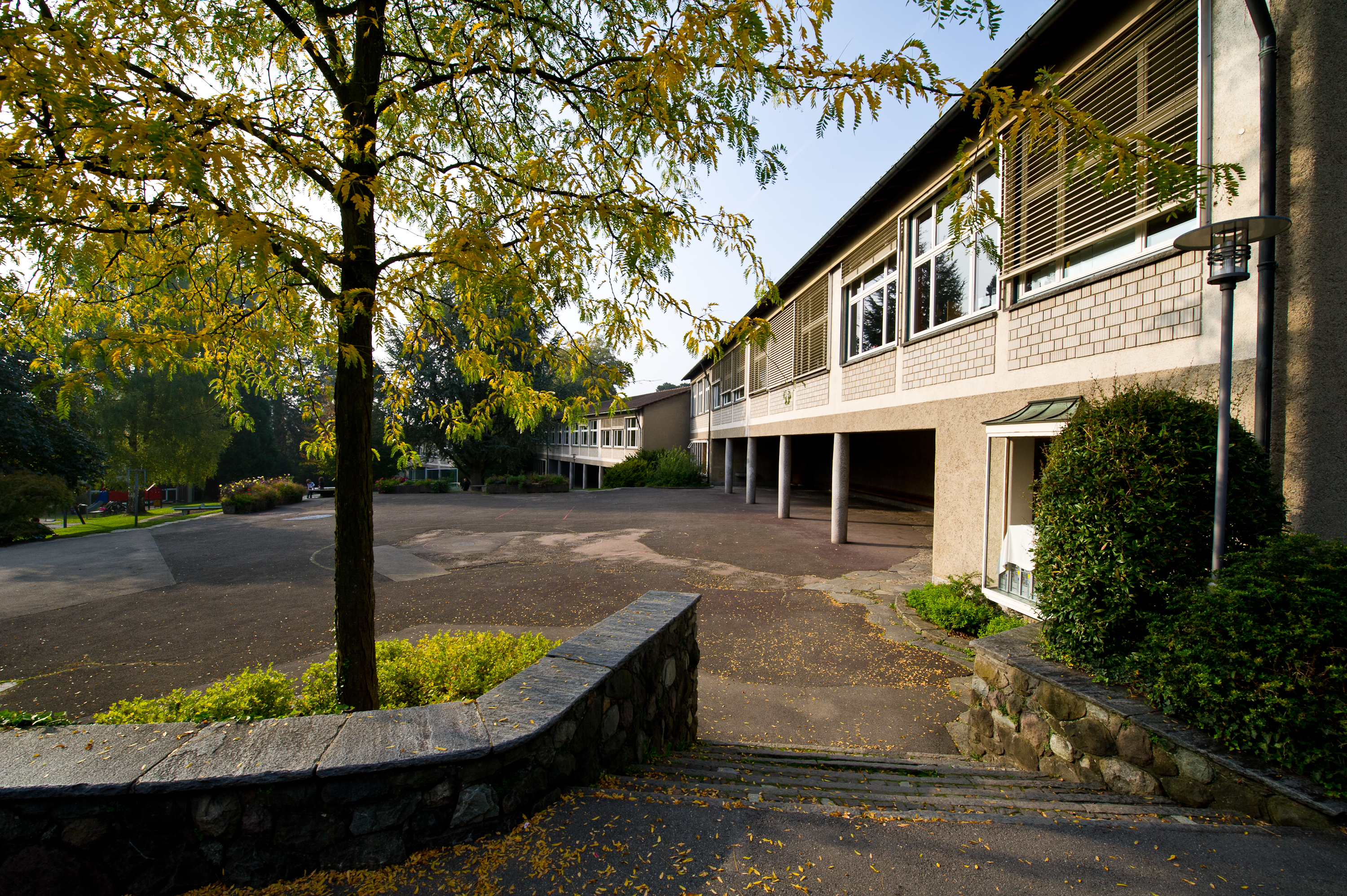
Felsbergschulhaus

Das Felsbergschulhaus steht an der Felsbergstrasse in der Schweizer Stadt Luzern im Quartier Dreilinden. Es ist auf der Liste der Kulturgüter in Luzern als national bedeutend aufgeführt.

## Gebäude
Der Trakt mit Primarschule (nördlich), eine Turnhalle (südöstlich) und ein neuerer Erweiterungsbau für den Kindergarten (südlich) bilden das Felsberg-Schulhaus. Der Haupttrakt besteht aus drei Pavillons und ist einer der Pionierbauten der modernen Architektur in der Schweiz.

## Geschichte
Von 1946 bis 1948 wurde die vom Schweizer Architekten Emil Jauch mit Unterstützung von Erwin Bürgi (Zweitplatzierter des Architektenwettbewerbs) entworfene Schulanlage erbaut. Von 2012 bis 2016 fand eine Sanierung statt, bei welcher der Erweiterungsbau erfolgte.